# Polscy rewolucjoniści XIX wieku

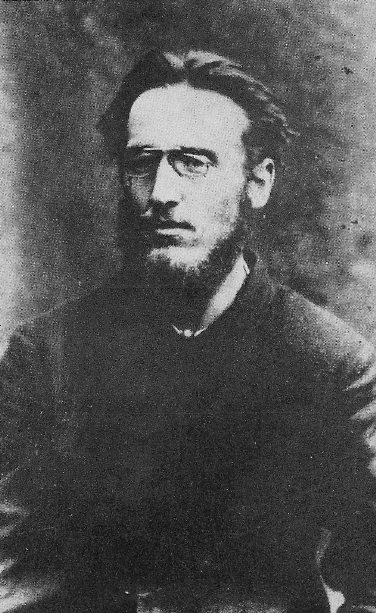
Ludwik Waryński

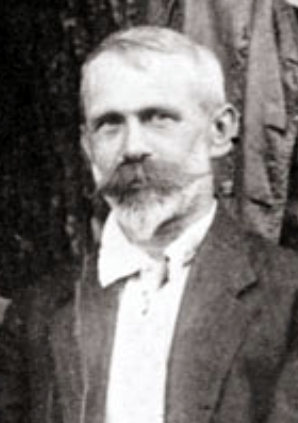
Julian Marchlewski

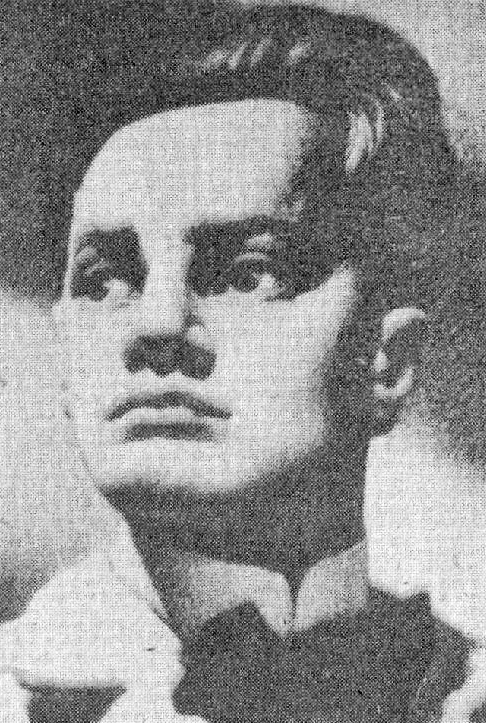
Stefan Aleksander Okrzeja

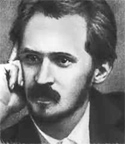
Edward Abramowski

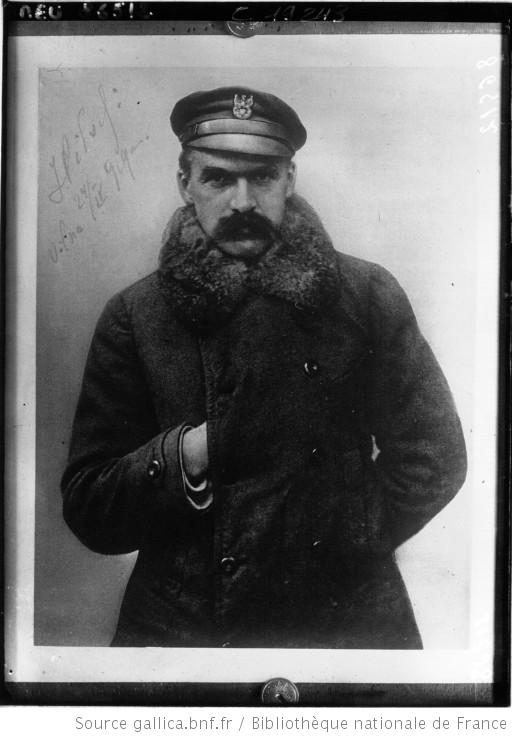
Józef Piłsudski

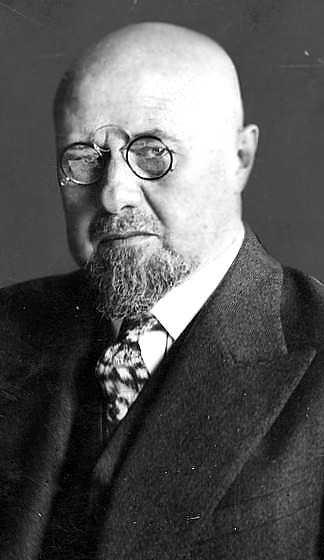
Aleksander Prystor

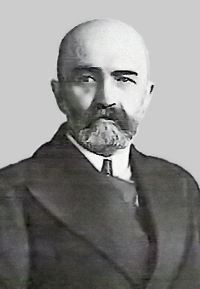
Walery Sławek

Początki zainteresowania się hasłami rewolucji społecznej na ziemiach polskich związane są z pojawieniem się tej myśli w państwach zaborczych, między które podzielona była dawna Polska. Największe znaczenie mają tutaj ziemie zaboru rosyjskiego.
Hasła rewolucyjne pojawiły się w Rosji w latach siedemdziesiątych XIX stulecia.

## I Proletariat
W roku 1874 zaczęto zakładać pierwsze polskie kółka socjalistyczne. Wśród ich założycieli wyróżnił się Ludwik Waryński. Działacze tych kółek wywodzili się głównie z młodzieży studenckiej. Pierwszy program we wrześniu 1878 został zatwierdzony na zebraniu w pobliżu Olszynki Grochowskiej. Wydrukowano go jednak dopiero w październiku 1879 roku na łamach teoretycznego pisma Równość. Dla zmylenia policji jako miejsce wydania podano Brukselę stąd nazwa – Program brukselski.
W latach 1878–1879 doszło do pierwszych aresztowań. Wielu socjalistów zdecydowało się na emigrację. Miejscem, w którym gromadzili się socjaliści nie tylko polscy, stała się od 1879 roku Genewa. Znaleźli się tam Ludwik Waryński, Stanisław Mendelson, oraz Maria Jankowska-Mendelson. Publikowali na łamach pism Równość, a później Przedświt. Wkrótce podjęli pracę w kraju na terenie zaboru pruskiego i zaboru rosyjskiego. Uważali, że robotnicy są podmiotem sprawczym historii, którzy prowadzą walkę z burżuazją walka klas. Aby pomóc robotnikom pragnęli w ich imieniu przejąć władzę polityczną. Środkiem prowadzącym do tego celu miało być wywołanie ogólnopolskiej rewolucji. Aby doprowadzić do tego wydarzenia, utworzono w 1882 roku w Warszawie partię Proletariat. Ta rewolucja, rozpoczęta tutaj, ponieważ, zdaniem działaczy właśnie w Rosji i w Polsce istniały najlepsze warunki do jej wybuchu, miała stać się zaczynem przemian ogólnoświatowych.
Miał być to przewrót, dokonany przez garstkę inteligencko-robotniczego kierownictwa partii. Nie było czasu na uświadamianie szerokich mas, bowiem zmiany miały nastąpić niebawem.
Jak napisał Ludwik Krzywicki: Paliło im się w głowie od wiary w bliskie nadejście nowego tysiąclecia społecznego
Po zwycięstwie rewolucji wszyscy mieli być sobie równi pod względem majątkowym i prawnym, miały zniknąć granice, i w związku z tym wojny. Państwo zastąpić miały wolne gminy, stowarzyszenia i samorządy. Praca miała się odbywać pod ogólnym kierownictwem wszystkich, co miało spowodować zdecydowane ograniczenie liczby przestępstw, jeśli nie ich całkowite wyeliminowanie. Stosunki między mężczyznami i kobietami miały opierać się wyłącznie na miłości. Koncepcja przebiegu rewolucji była bliska myśli Pierre’a Proudhona, choć najsilniejsze odwołania odnosiły się do koncepcji Karola Marksa.
Ważnym elementem dziedzictwa proletariatczyków okazała się ich postawa antyniepodległościowa, przejęta później przez inne partie: Socjaldemokrację Królestwa Polskiego i Litwy, a później Komunistyczną Partię Polski i Polską Partię Robotniczą. Dowodem ponadpaństwowej postawy działaczy partii była chociażby jej pełna nazwa – Międzynarodowa Socjalistyczna Partia Proletariat.
Odezwy, oraz kilka numerów partyjnej gazety były wydawane w zorganizowanej przez partię drukarni. Agitacja odbywała się wśród różnych grup społecznych. Jeden z działaczy partii, Henryk Dulęba próbował pozyskać dla niej niepiśmiennych chłopów udających się z pielgrzymką na Jasną Górę. Partia brała też czynny udział w organizowaniu manifestacji bezrobotnych w Warszawie.
Działalność Proletariatu trwała krótko i zakończyła się wraz z aresztowaniem czołowych działaczy| w 1883 został aresztowany Ludwik Waryński, a niedługo później Stanisław Kunicki, w 1885 roku aresztowano ostatnią przewodniczącą Marię Bohuszewiczównę, co zakończyło działalność partii. Wobec stosowania w kilku przypadkach przez działaczy partii i aktów terroru w stosunku do działaczy nadzoru fabrycznego i reprezentantów władzy carskiej doprowadziło proletariatczyków do represji i procesu. W jego wyniku pięciu działaczy zostało skazanych na karę śmierci. Zginęli Stanisław Kunicki i sędzia Piotr Bardowski. Ludwik Waryński został skazany na długoletnie więzienie i zmarł w twierdzy szlisselsburskiej.

## II Proletariat
Nastąpiło odrodzenie ruchu. Powstały wówczas dwie organizacje: tak zwany II Proletariat oraz Związek Robotników Polskich.
Ta pierwsza organizacja podkreślała konieczność obalenia caratu na drodze przewrotu. Wśród jego przywódców wyróżniali się Ludwik Kulczycki, Feliks Perl, czy Stanisław Mendelsohn natomiast Związek Robotników Polskich, któremu przewodzili Julian Marchlewski, Adolf Warski czy Jan Leder, preferował codzienną walkę o poprawę bytu robotników, chociaż jego członkowie brali też czynny udział w organizacji Święta 1 Maja od początków jego funkcjonowania.
Obie organizacje były osłabiane przez aresztowania. Najbardziej istotną akcją zorganizowanym właśnie przez członków tej organizacji był bunt robotników w Łodzi, co miało miejsce w 1892 roku.

## Polski socjalizm po zjeździe w Paryżu w 1892 r.
Wydarzeniem, które dla polskiego socjalizmu miało większe znaczenie, był zjazd polskich socjalistów w Paryżu w listopadzie 1892 roku. Udział w nim wzięli tacy działacze jak Bolesław Limanowski, Edward Abramowski, czy Feliks Perl.

### Program
Odeszli oni od działań metodą terrorystycznych, wskazując na konieczność stosowania agitacji wśród ludu za pomocą zrozumiałego dlań języka religijnego. W programie nowej partii, nazwanej Polska Partia Socjalistyczna na pierwszy plan wysunięto kwestię odzyskania niepodległości przez Polskę. Zakładano również, że nowa Polska będzie państwem ze wszech miar demokratycznym, zaś liczne reformy socjalne miały zapobiec wybuchowi rewolucji socjalnej, której konieczność negowano, podobnie jak konieczność dyktatury proletariatu. Mimo tak antyrewolucyjnej postawy działacze organizacji byli główną siłą rewolucji 1905 roku, kiedy to sławę zyskał na przykład stracony na stokach Cytadeli Warszawskiej Stefan Aleksander Okrzeja.
Po zjeździe paryskim program partii został przekazany działaczom w kraju, głównie na terenie zaboru rosyjskiego. Na czele ówczesnej PPS stanęli Józef Piłsudski, Aleksander Sulkiewicz, Aleksander Malinowski oraz Stanisław Wojciechowski.

## Socjaldemokracja Królestwa Polskiego
Znaczna część polskich robotników i lewicowych inteligentów nie zaakceptowała programu socjalistów. Zwolennicy postawy internacjonalistycznej i rewolucyjnej utworzyli w 1893 roku partię Socjaldemokracja Królestwa Polskiego.
Celem partii było początkowo obalenie caratu i utworzenie republiki demokratycznej, a w dalszym planie obalenie tej demokracji na drodze rewolucji i utworzenie państwa socjalistycznego, choć bez dyktatury proletariatu.
Czołowymi działaczami organizacji byli Julian Marchlewski, Bronisław Wesołowski, oraz Róża Luksemburg. Stosunki między SDKP i PPS nie układały się, wskutek przedstawionych różnic i pewnej rywalizacji źle i coraz gorzej.
SDKP zaprzestała działalności już po niecałych trzech latach. Stało się tak w wyniku skazania jej przywódców i ich aresztowania, bądź ucieczki. Do odbudowy partii doszło dopiero w roku 1900, kiedy to również doszło do połączenia odbudowanych kółek z Królestwa Polskiego oraz powstałych na Litwie. Do przywódców nowej partii należeli Stanisław Trusiewicz, Feliks Dzierżyński i Adolf Warszawski-Warski.

## Rok 1905
27 stycznia 1904 r. wybuchła wojna rosyjsko-japońska, w której armia rosyjska zaczęła ponosić dotkliwe porażki. Wybuch wojny zaktywizował wszystkie ugrupowania polityczne w Królestwie: rozpoczęły się demonstracje polityczne przeciwko caratowi i mobilizacji; ogromne wrażenie w całym kraju wywarła bohaterska postawa Marcina Kasprzaka (1860-1905), który bronił drukarni SDKPiL w Warszawie przed najściem policji, największy zaś rozgłos uzyskała zorganizowana przez bojowników PPS demonstracja na Placu Grzybowskim w Warszawie, która jednak pochłonęła wiele ofiar. SDKPiL na czoło zadań bezpośrednich wysunęła sprawę ścisłego współdziałania polskich i rosyjskich socjaldemokratów w walce przeciwko caratowi, przewidywano bowiem, że wojna rosyjsko-japońska przyspieszy upadek absolutyzmu w Rosji. W kierownictwie PPS ciągle dominował skrajny sceptycyzm w ocenie perspektyw ruchu rewolucyjnego w Rosji.
PPS urządzała manifestacje po wyjściu ludzi z kościołów. Przeciwko takiemu mieszaniu wątków narodowych i religijnych z rewolucyjnymi protestowała SDKPiL.
Znaną akcją działaczy PPS była tak zwana zbrojna manifestacja antywojenna 13 września na placu Grzybowskim w Warszawie, kiedy to atak ze strony policjantów i kozaków powitały kule ochraniającej pochód Organizacji Bojowej Polskiej Partii Socjalistycznej (OB PPS).
W styczniu 1905 zaogniła się sytuacja na obszarze całego Imperium Rosyjskie, kiedy to manifestacja chłopów i robotników idących z petycją do cara 22 stycznia została ostrzelana przez policję. Rewolucyjne wystąpienia miały również miejsce na ziemiach zaboru rosyjskiego.
Najważniejsze wydarzenia miały miejsce w maju i czerwcu 1905.
Wtedy w Łodzi wzniesiono około 100 barykad, a w walkach zginęło około 200 osób.
Nastąpił definitywny rozłam ruchu robotniczym. SDKPiL dążyła do działań rewolucyjnych wspólnych z robotnikami rosyjskimi, a na razie podnosiła postulaty socjalne. Jej stanowisko poparła również część członków PPS, tak zwani Młodzi. Natomiast Starzy, do których należeli Józef Piłsudski, Walery Sławek, czy Aleksander Prystor rozbudowali Organizację Bojową i w oparciu o nią toczyli walki z policją.
15 sierpnia 1905 miała miejsce krwawa środa, kiedy socjaliści zabili 72 policjantów i żandarmów. Organizowali też zamachy na generała gubernatora Skałłona. Wtedy działali też wspomniany już Stefan Okrzeja i Józef Montwiłł-Mirecki.
Upadek rewolucji 1905 roku zakończył pierwszy etap w działalności rewolucyjnej w Polsce, ponieważ w wyniku podjętych przez rząd carski represji działalność organizacji została na jakiś czas poważnie osłabiona.